# Nationalschätze Südkoreas
Die Nationalschätze Südkoreas bestehen aus einer nummerierten Reihe von Kunstgegenständen, Örtlichkeiten oder Gebäuden, die in Südkorea als kulturell besonders wertvoll erachtet werden. Viele dieser Schätze sind bekannte Touristenattraktionen.
Eine erste Liste an Kulturschätzen aus dieser Region wurde 1938 vom japanischen Generalgouverneur Chōsens in einer Zeit, als Korea eine Provinz Japans war, erstellt. Als Vorlage diente hierbei die Liste der Nationalschätze Japans.
Die aktuelle Liste wurde am 20. Dezember 1962 begonnen, lehnte sich aber an die Liste aus dem Jahre 1938 an. Sie wurde als Gesetz vom damaligen Obersten Rat zum Nationalen Wiederaufbau der Militärregierung verabschiedet. Heute besteht die Liste aus 317 Einträgen, wobei manche wiederum selbst aus einer Liste von Untereinträgen bestehen. Es folgten zahlreiche Erweiterungen, zuletzt im Juni 2012.

## Liste der Nationalschätze

### Ausgewiesen am 20. Dezember 1962
1. Sungnyemun-Tor, Seoul

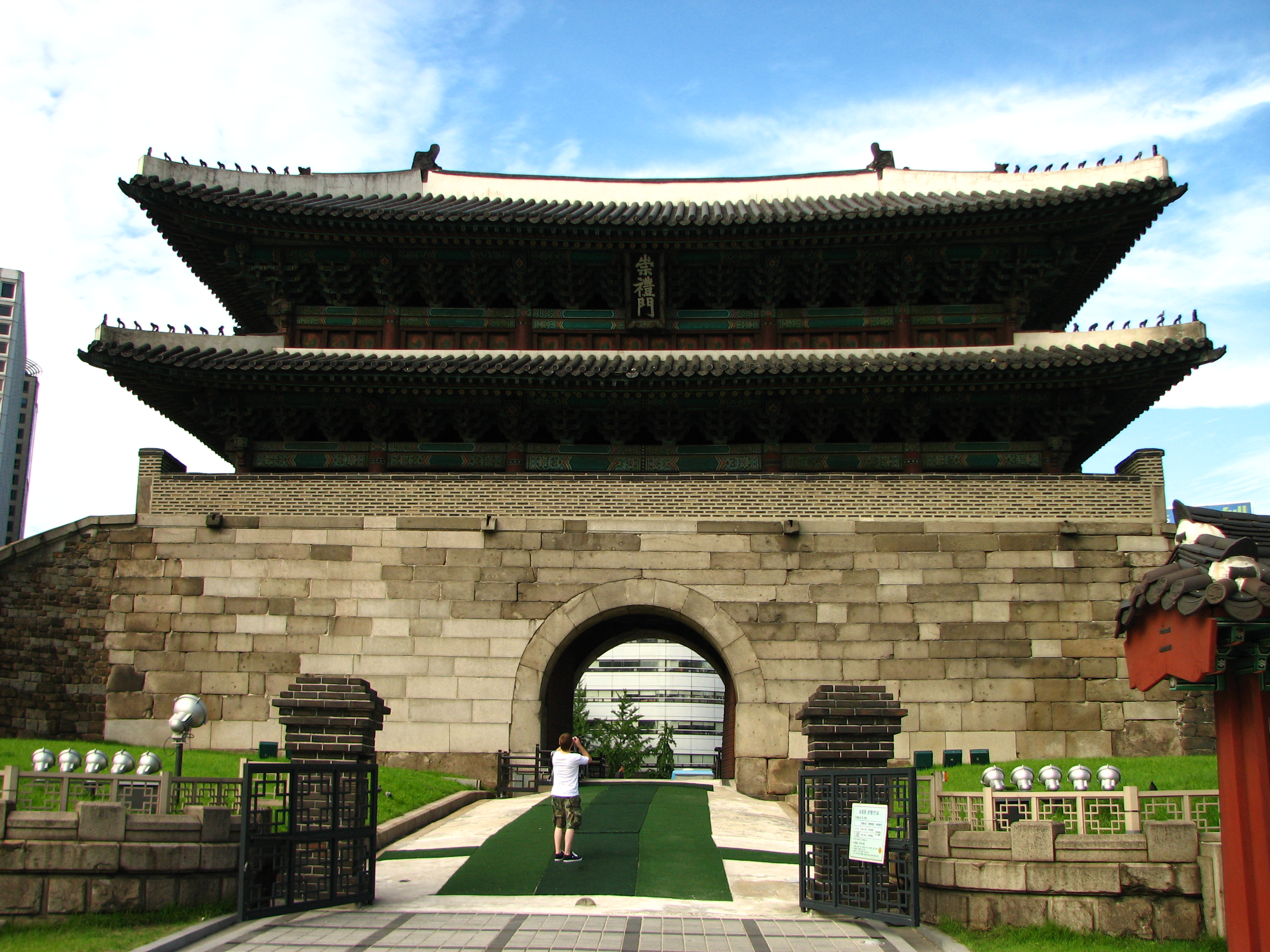
Sungnyemun-Tor, der 1. Nationalschatz Südkoreas

2. Wongaksa-Pagode, Zehnstöckige Steinpagode des Wongaksa-Tempels, Tapgol Park, Jongno-gu, Seoul
3. Bukhansan Monument in Erinnerung an die Grenzinspektion Bukhansan durch König Jinheung von Silla, Koreanisches Nationalmuseum, Seoul
4. Stupa des Godalsa-Tempels, Landkreis Yeoju
5. Steinerne Laterne aus zwei Löwen im Beopjusa-Tempel, Landkreis Boeun
6. Siebenstöckige Steinpagode in Tap-pyeong-ri, Chungju
7. Stele des Bongseon Honggyeongsa, Cheonan
8. Stele neben der Pagode des buddhistischen Priesters Nanghyehwasang, Seongjusa-Tempel, Boryeong
9. Fünfstöckige Steinpagode der Jeongnimsa-Tempelanlage, Landkreis Buyeo
10. Dreistöckige Steinpagode vor der Baekjangam-Einsiedelei, Silsangsa-Tempel, Namwon
11. Steinpagode der Tempelanlage Mireuksa, Iksan
12. Steinerne Laterne vor der Gakhwangjeon-Halle des HwaeomsaTempeld, Landkreis Gurye
13. Geungnakjeon-Halle des Muwisa-Tempels, Landkreis Gangjin
14. Yeongsanjeon-Halle der Geojoam-Einsiedelei, Eunhaesa-Tempel, Yeongcheon
15. Geungnakjeon-Halle des Bongjeongsa-Tempels, Andong
16. Siebenstöckige Ziegelpagode in Sinse-dong, Andong
17. Steinerne Laterne vor der Muryangsujeon-Halle des Buseoksa-Tempels, Yeongju
18. Muryangsujeon-Halle des Buseoksa-Tempels, Yeongju
19. Josadang-Halle des Buseoksa-Tempels, Yeongju
20. Dabotap-Pagode in Bulguksa, Gyeongju
21. Seokgatap (Sakyamuni-Pagode), dreistöckige Pagode in Bulguksa, Gyeongju
22. Yeonhwagyo und Chilbogyo-Brücken im Bulguksa-Tempel, Gyeongju
23. Cheongungyo und Baegungyo-Brücken, eine zweiteilige Treppe und Brücke vor dem Eingang des Bulguksa-Tempels, Gyeongju

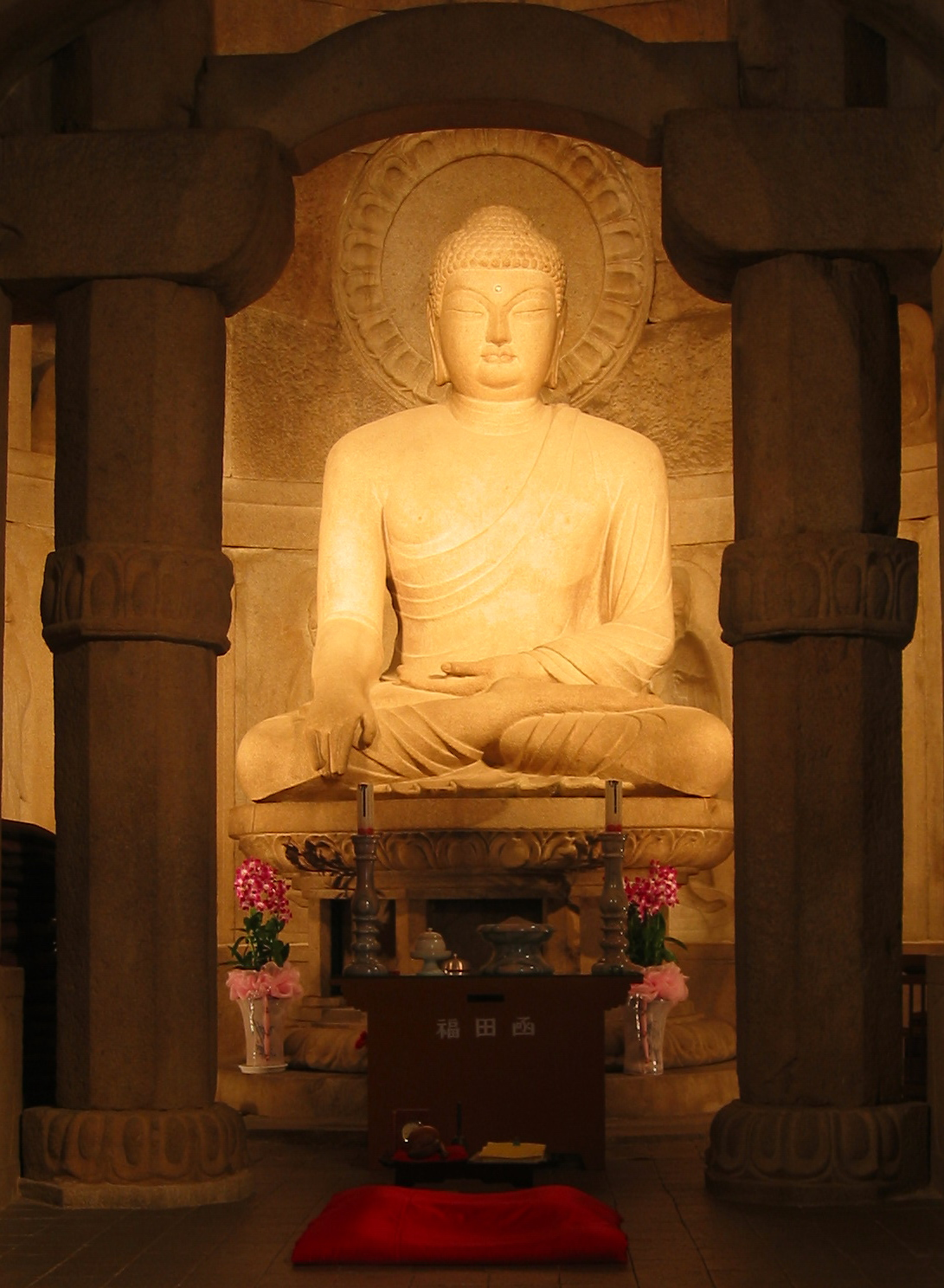
Buddhastatue in der Grotte von Seokguram, 24. Nationalschatz Südkoreas
24. Seokguram-Grotte und Buddhastatue, Gyeongju
25. Monument des Königs Muyeol, Silla-Zeit, Gyeongju
26. Sitzende goldbronzene Vairocana-Buddhastatue im Bulguksa-Tempel, Gyeongju
27. Sitzende goldbronzene Amitabha-Buddhastatue im Bulguksa-Tempel, Gyeongju
28. Stehende goldbronzene Bhaisajyaguru-Buddhastatue aus dem Baengnyulsa-Tempel, Gyeongju
29. Heilige Glocke des Königs Seongdeok, Silla-Zeit, Gyeongju National Museum, Gyeongju
30. Steinpagode des Bunhwangsa-Tempels, Gyeongju

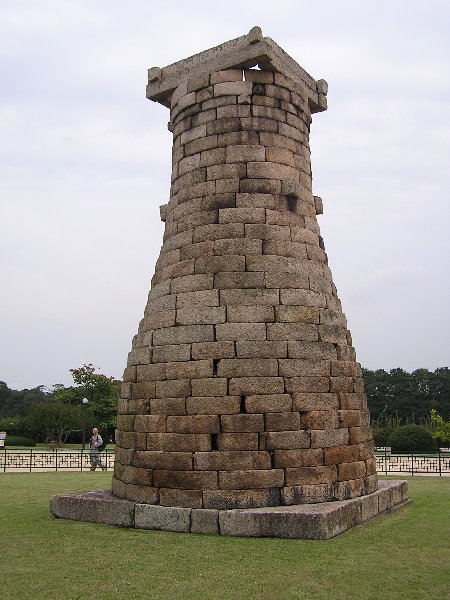
Cheomseongdae Observatorium, 31. Nationalschatz Südkoreas
31. Cheomseongdae-Observatorium, Gyeongju
32. Tripitaka Koreana in Haeinsa, Landkreis Hapcheon
33. Monument in Changnyeong in Erinnerung an die Grenzinspektion des Königs Jinheung Silla, Landkreis Changnyeong
34. Dreistöckige Steinpagode in Suljeong-ri, Landkreis Changnyeong
35. Dreistöckige Steinpagode, gehalten von vier Löwen, Hwaeomsa-Tempel, Landkreis Gurye
36. Bronzeglocke, Sangwonsa-Tempel, Landkreis Pyeongchang
37. Dreistöckige Steinpagode in Guhwang-dong, Gyeongju
38. Dreistöckige Steinpagode der Goseonsa-Tempelanlage, Gyeongju
39. Fünfstöckige Steinpagode in Nawon-ri, Wolseong, Gyeongju
40. Dreizehnstöckige Steinpagode der Jeonghyesa-Tempelanlage, Gyeongju
41. Eiserner buddhistischer Fahnenmast des Yongdusa-Tempels, Cheongju
42. Hölzerner Triptychon – buddhistische Statue des Songgwangsa-Tempels, Suncheon
43. Erlass des Königs Gojong von Goryeo, Songgwangsa-Tempel, Suncheon
44. Dreistöckige Steinpagode und Steinerne Laterne, Borimsa-Tempel, Landkreis Jangheung
45. Sitzende Buddhastatue aus Ton, Buseoksa-Tempel, Yeongju
46. Wandgemälde in der Josadang-Halle des Buseoksa-Tempels, Yeongju
47. Stele für den buddhistischen Priester Jingamseonsa des Ssanggyesa-Tempels, Landkreis Hadong
48. Achteckige neunstöckige Pagode, Woljeongsa-Tempel, Landkreis Pyeongchang
49. Daeungjeon-Halle des Sudeoksa-Tempels, Landkreis Yesan
50. Haetalmun-Tor des Dogapsa-Tempels, Landkreis Yeongam
51. Tor zu einer Amtsstube in Gangneung
52. Jangkyeongpanjeon – Gebäude mit Tripitaka Koreana (Haeinsa-Tempel in Janggyeong Panjeon) (Haeinsa-Tempel Inventar)
53. Östliche Stupa von Yeongoksa, ein Tempel der Silla-Zeit an den Hängen von Jirisan, Landkreis Gurye
54. Nördliche Stupa von Yeongoksa, Landkreis Gurye
55. Palsangjeon Halle des Beopjusa-Tempels, Landkreis Boeun
56. Guksajeon-Halle des Songgwangsa-Tempels, Suncheon
57. Steinpagode des buddhistischen Priesters Cheolgamseonsa des Ssangbongsa-Tempels, Landkreis Hwasun
58. Sitzende eiserne Bhaisajyaguru-Buddhastatue im Janggoksa-Tempel, Landkreis Cheongyang
59. Stele neben der Stupa des Nationalen Unterweisers Jigwangguksa des Beopcheonsa-Tempels, Wonju
60. Seladon-Weihrauchgefäß mit Löwen-Deckel, Koreanisches Nationalmuseum, Seoul
61. Seladon-Weinkrug in Drachenform, Koreanisches Nationalmuseum, Seoul
62. Mireukjeon-Halle des Geumsansa-Tempels, Gimje
63. Sitzende eiserne Vairocana-Buddhastatue des Dopiansa-Tempels, Landkreis Cheolwon
64. Lotusförmiges Steinbasin im Beopjusa-Tempel, Landkreis Boeun
65. Seladon-Weihrauchgefäß mit Einhorn-Deckel, Gansong Art Museum, Seoul
66. Seladon-Weihwassergefäß mit eingelegten Weide-, Bambus-, Lotus-, Schilfgras- und Entenverzierungen, Gansong Art Museum, Seoul
67. Gakhwangjeon-Halle des Hwaeomsa-Tempels, Landkreis Gurye

Cheongja unhak sanggam mun maebyeong, 68. Nationalschatz Südkoreas
68. Seladonvase mit eingelegten Kranich- und Wolkenverzierungen, Gansong Art Museum, Seoul
69. Urkunde mit Auszeichnung für Sim Jibaek für seinen bedeutenden Dienst bei der Errichtung der Joseon-Dynastie, Dong-A University, Busan

Hunmin Jeongeum, 70. Nationalschatz Südkoreas
70. Hunmin Jeongeum
71. Dongguk Jeongun, Wörterbuch der korrekten koreanischen Aussprache
72. Goldbronzene Buddha-Dreiergruppe mit Inschrift über den Jahreszyklus von Gyemi aus dem Jahr 563
73. Goldbronzene Buddha-Dreiergruppe in einem Miniaturschrein
74. Seladon-Tropfglas in der Form einer Ente
75. Bronzenes Weihrauchgefäß mit Silberverzierungen, Pyochungsa-Tempel, Miryang
76. Kriegstagebuch, Briefmappe und Kopien von Entwürfen des Kriegsberichts von Admiral Yi Sun-sin, Hyeonchungsa, Asan
77. Fünfstöckige Steinpagode in Tamni, Bezirk Uiseong
78. Geumdong Mireuk Bosal Bangasang, Goldbronzener Maitreya in Meditation, Koreanisches Nationalmuseum, Seoul (Goldbronzener Bodhisattva in nachdenklicher Haltung (Nationalschatz Südkoreas Nr. 78))
79. Sitzende goldbronzene Buddhastatue in Guhwang-ri, Gyeongju, Koreanisches Nationalmuseum, Seoul
80. Stehende goldbronzene Buddhastatue in Guhwang-ri, Gyeongju, Koreanisches Nationalmuseum, Seoul
81. Stehende Steinstatue eines Maitreya aus dem Gamsansa-Tempel, Koreanisches Nationalmuseum, Seoul
82. Stehende Steinstatue des Amitabha aus dem Gamsansa Tempel, Koreanisches Nationalmuseum, Seoul

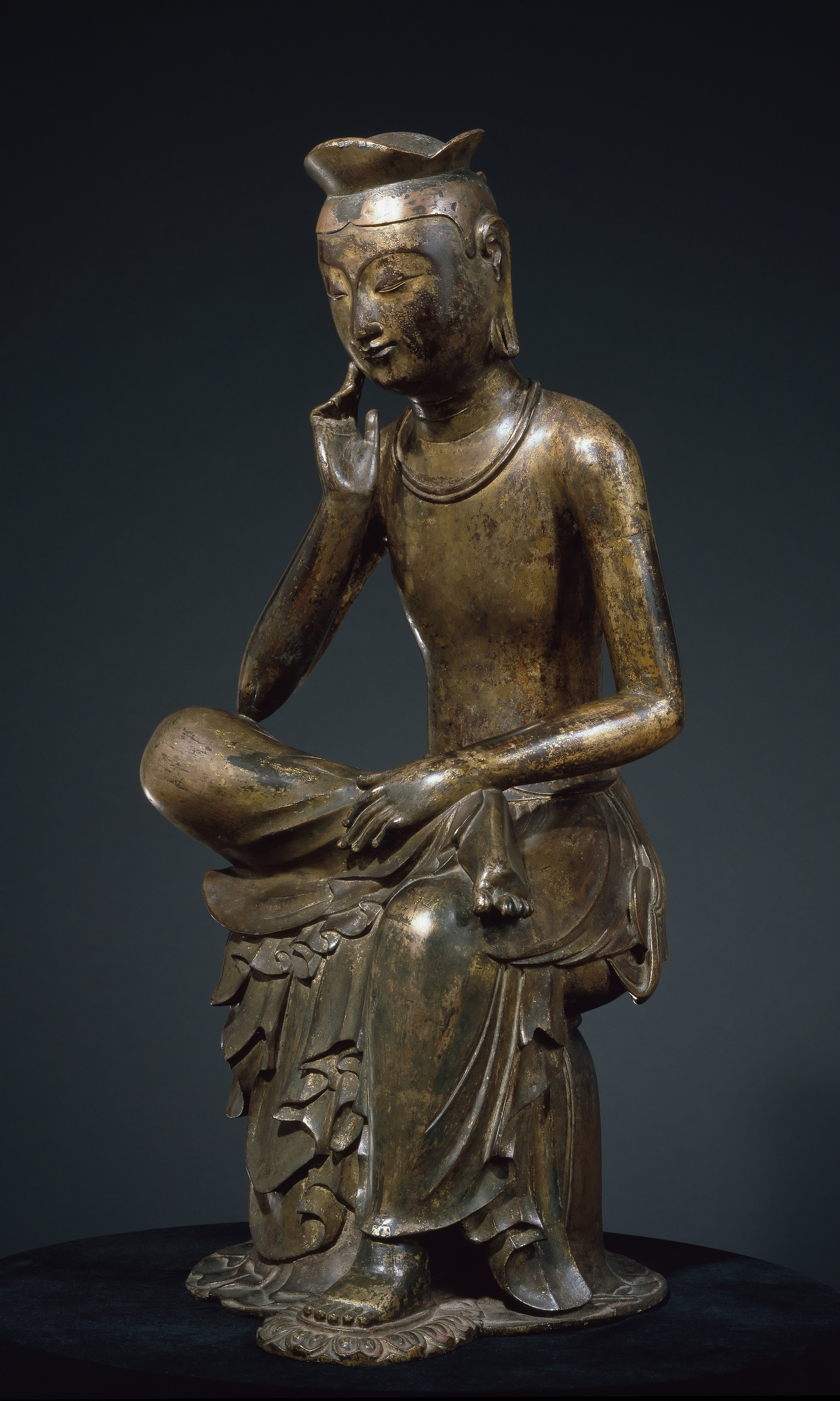
Bangasayusang, 83. Nationalschatz Südkoreas
83. Bangasayusang, Goldbronzener Maitreya in Meditation, Koreanisches Nationalmuseum, Seoul
84. In Fels geschlagene Buddha-Dreiergruppe in Seosan
85. Goldbronzene Buddha-Dreiergruppe mit Inschrift über den Jahreszyklus von Sinmyo aus dem Jahr 571, Yongin

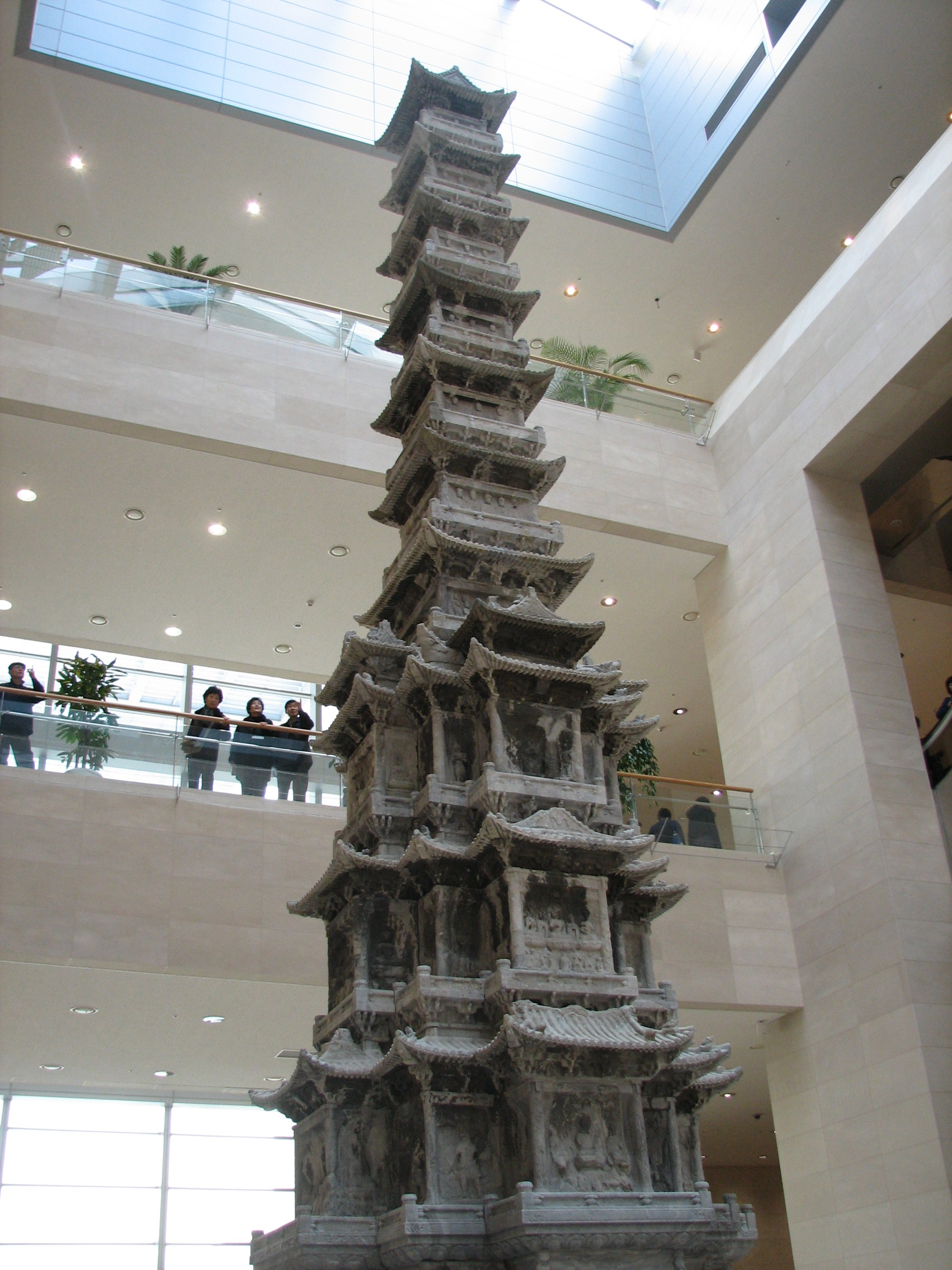
Gyeongcheonsa Pagoda, 86. Nationalschatz Südkoreas
86. Gyeongcheonsa-Pagode aus dem Gyeongcheonsa-Tempel, eine zehnstöckige Steinpagode, Koreanisches Nationalmuseum, Seoul
87. Silla-Goldkrone aus dem Geumgwanchong-Grab, Gyeongju National Museum, Gyeongju
88. Goldener Gürtel mit Anhänger aus dem Geumgwanchong-Grab, Gyeongju National Museum, Gyeongju
89. Goldene Gürtelschnalle, Koreanisches Nationalmuseum, Seoul
90. Goldene Ohrringe, Frühe Silla-Zeit (500-600AD). Fund aus dem Pubuchong-Grab, Pomun-dong, Gyeongju
91. Steingefäß in Form eines Kriegers zu Pferde, frühe Silla-Zeit. Gefunden in Geumnyeong-chong, Noseo-dong, Gyeongju, Gyeongsangbuk-do
92. Seladon-Kundika (Weihwassergefäß) mit Weiden- und Enten-Verzierungen aus Silber, Koreanisches Nationalmuseum, Seoul
93. Weißer Porzellankrug mit Traubenverzierungen aus Eisen unter der Glasur, Koreanisches Nationalmuseum, Seoul
94. Seladonflasche in Form einer Melone, Koreanisches Nationalmuseum, Seoul
95. Seladon-Weihrauchgefäß, Koreanisches Nationalmuseum, Seoul
96. Seladonkanne in Form einer Schildkröte, Koreanisches Nationalmuseum, Seoul
97. Seladonvase mit Lotus- und Arabeskeverzierungen, Koreanisches Nationalmuseum, Seoul
98. Seladonkrug with eingelegten Pfingstrosenverzierungen, Koreanisches Nationalmuseum, Seoul
99. Dreistöckige Steinpagode des Galhangsa-Tempels, Koreanisches Nationalmuseum, Seoul
100. Siebenstöckige Steinpagode des Namgyewon-Klosters, Koreanisches Nationalmuseum, Seoul
101. Gedächtnis-Stupa für den Erzbischof Jigwang des Beopcheonsa-Tempels, Koreanisches Nationalmuseum, Seoul
102. Gedächtnis-Stupa für den Erzbischof Hongbeop des Jeongtosa-Tempels, Koreanisches Nationalmuseum, Seoul
103. Steinerne Laterne aus zwei Löwen der Jungheungsanseong-Festung, Buk-gu, Gwangju
104. Stupa des Priesters Yeomgeo des Heungbeopsa-Tempels, Koreanisches Nationalmuseum, Seoul
105. Dreistöckige Steinpagode in Beomhak-ri, Sancheong, Koreanisches Nationalmuseum, Seoul
106. Steinerne Amitabha-Dreiergruppe mit Begleitern und 28 weiteren buddhistischen Bildern, mit Inschrift über den Jahreszyklus von Gyemi, Cheongju
107. Weißer Porzellankrug mit Traubenverzierungen aus Eisen unter der Glasur, Ewha Womans University, Seoul
108. Stele mit eintausend Buddhas mit Gyeyu-Inschrift, Gongju
109. Gunwi-Buddha-Dreiergruppe und Grotte, Landkreis Gunwi
110. Porträt des Yi Jehyeon, Koreanisches Nationalmuseum, Seoul
111. Porträt des An Hyang, Yeongju
112. Dreistöckige Steinpagode der Gameunsa-Tempelanlage, Gyeongju
113. Seladon-Flasche mit Weiden-Verzierungen aus Eisen unter der Glasur, Koreanisches Nationalmuseum, Seoul
114. Seladonflasche in Form einer Warzenmelone mit eingelegten Pfingstrosen- und Chrysanthemenverzierungen, Koreanisches Nationalmuseum, Seoul
115. Seladonschalemit eingelegten Arabeskeverzierungen, Koreanisches Nationalmuseum, Seoul
116. Seladongiesskanne in Form eines Flaschenkürbis mit eingelegten Pfingstrosenverzierungen, Koreanisches Nationalmuseum, Seoul

### 3. März 1964
1. Sitzende eiserne Vairocana-Buddhastatue im Borimsa-Tempel, Landkreis Jangheung
2. Goldbronzener Maitreya, Yongin
3. Stehender goldbronzener Buddha mit Inschrift über das Siebte Jahr der Yeonga-Ära, Koreanisches Nationalmuseum, Seoul
4. Heilige Glocke des Yongjusa-Tempels, Hwaseong
5. Hahoetal- und ByeongsantalMasken, Andong
6. Dreistöckige Steinpagode der Jinjeonsa-Tempelanlage, Landkreis Yangyang

### 28. Februar 1966
1. Reliquien gefunden in der fünfstöckigen Steinpagode in Wanggung-ri, Iksan, Jeonju National Museum, Jeonju
2. Sitzende Bodhisattva-Statue aus Marmor im Hansongsa-Tempel, Koreanisches Nationalmuseum, Seoul
3. Grünglasierte Graburne mit Steingehäuse, Koreanisches Nationalmuseum, Seoul

### 16. September 1967
1. Reliquien aus der dreistöckigen Seokgatap-Pagode des Bulguksa-Tempels, Gyeongju (28 Untereinträge)

### 19. Dezember 1968
1. Stehende goldbronzene Avalokiteshvara-Bodhisattva-Statue aus Samyang-dong, Koreanisches Nationalmuseum, Seoul
2. Stehende goldbronzene Avalokiteshvara-Bodhisattva-Statue, Hoam Art Museum, Yongin
3. Stehende goldbronzene Bodhisattva-Statue, Hoam Art Museum, Yongin
4. Fünfstöckige Steinpagode, Jukjang-dong, Seonsan, Gumi

### 7. November 1969

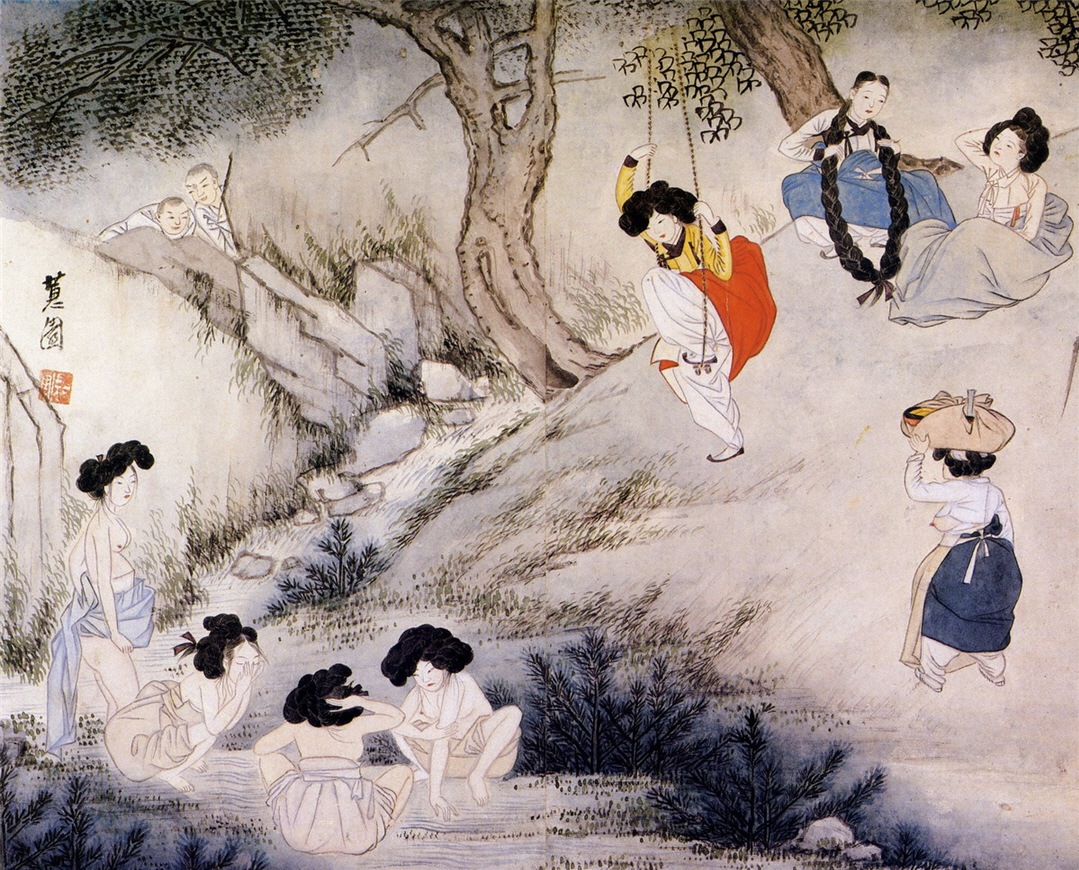
Nr. 135 Eine Szene am Dano-Tag, Hyewon pungsokdo

1. Familienbuch des Königs Taejo von Joseon, Gründer des Königreichs Joseon, Koreanisches Nationalmuseum, Seoul
2. Kriegserinnerungen von Yu Seongryong, Andong
3. Porzellanwasserkessel in Form einer Lotusblüte, Hoam Art Museum, Yongin
4. Goldene Bodhisattva-Dreiergruppe, Hoam Art Museum, Yongin

### 30. Dezember 1970
1. Hyewon pungsokdo, Dreißigseitiges Album mit Genremalereien von Sin Yunbok, Gansong Art Museum, Seoul
2. Drachenkopfaltarsäule, Hoam Art Museum, Yongin

### 21. Dezember 1971

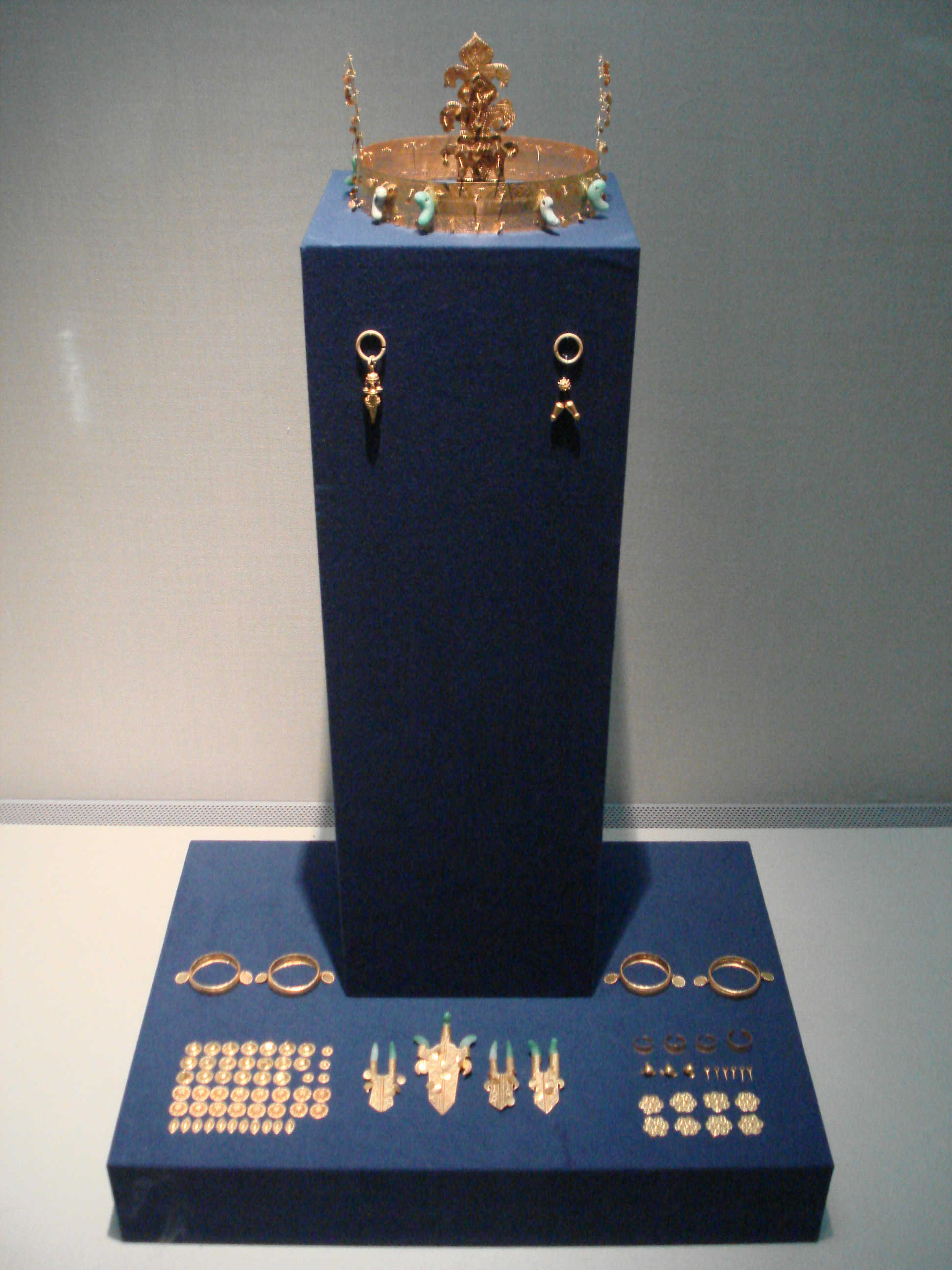
Gaya-Goldkrone, 138. Nationalschatz Südkoreas

1. Bronzeartefakte aus Bisan-dong, Daegu, Hoam Art Museum, Yongin (2 Untereinträge)
2. Gaya-Goldkrone, Hoam Art Museum, Yongin
3. Gemälde einer Versammlung der Unsterblichen von Danwon, Hoam Art Museum, Yongin
4. Spiegel aus Perlmutt, Hoam Art Museum, Yongin
5. Bronzespiegel mit feinen Linienverzierungen und zwei Griffen, Universität Soongsil, Seoul
6. Dongguk Jeongun, kompletter sechsbändiger Satz, Konkuk University, Seoul

### 2. März 1972
1. Bronzene Artefakte, ca. 200–100 v. Chr. Z.B. eine bronzene Rassel mit acht Glöckchen und ein Bronzespiegel, 14,5 cm Durchmesser. Gefunden in Taegong-ri, Landkreis Hwasun, Jeollanam-do. Im Gwangju National Museum, Gwangju. (6 Untereinträge)
2. In Fels geschlagene Buddha-Abbildung am Wolchulsan-Berg, Landkreis Yeongam

### 24. Juni 1972
1. Bronzenes Kohlenbecken dämonischen Gesichtern, Yongsan-gu, Seoul
2. Ausgegrabene Reliquien aus Gangwon-do, Hoam Art Museum, Yongin (4 Untereinträge)

### 4. Mai 1973
1. Petroglyphen von Cheonjeon, Bezirk Dudong-myeon, Landkreis Ulju-gun, Stadt Ulsan

### 10. Juli 1973
1. Sipchilsachangogeumtongyo (Geschichte Chinas, Band 16 & 17) (Buch), Seoul National University, Seoul (2 Untereinträge)
2. Kommentare über Klassisches Chinesisch von Lu Zuqian, Band 4–6, Seongbuk-gu, Seoul (2 Untereinträge)
3. Songjopyojeonchongnyu gedruckt mit beweglicher Metall-Type, Seoul National University, Seoul

### 31. Dezember 1973
1. Annalen aus der Joseon-Dynastie (4 Untereinträge)
2. Bibyeonsadeungnokbuuijeongbudeungnok, Seoul National University, Seoul
3. Bibyeonsadeungnok, Seoul National University, Seoul

### 9. Juli 1974

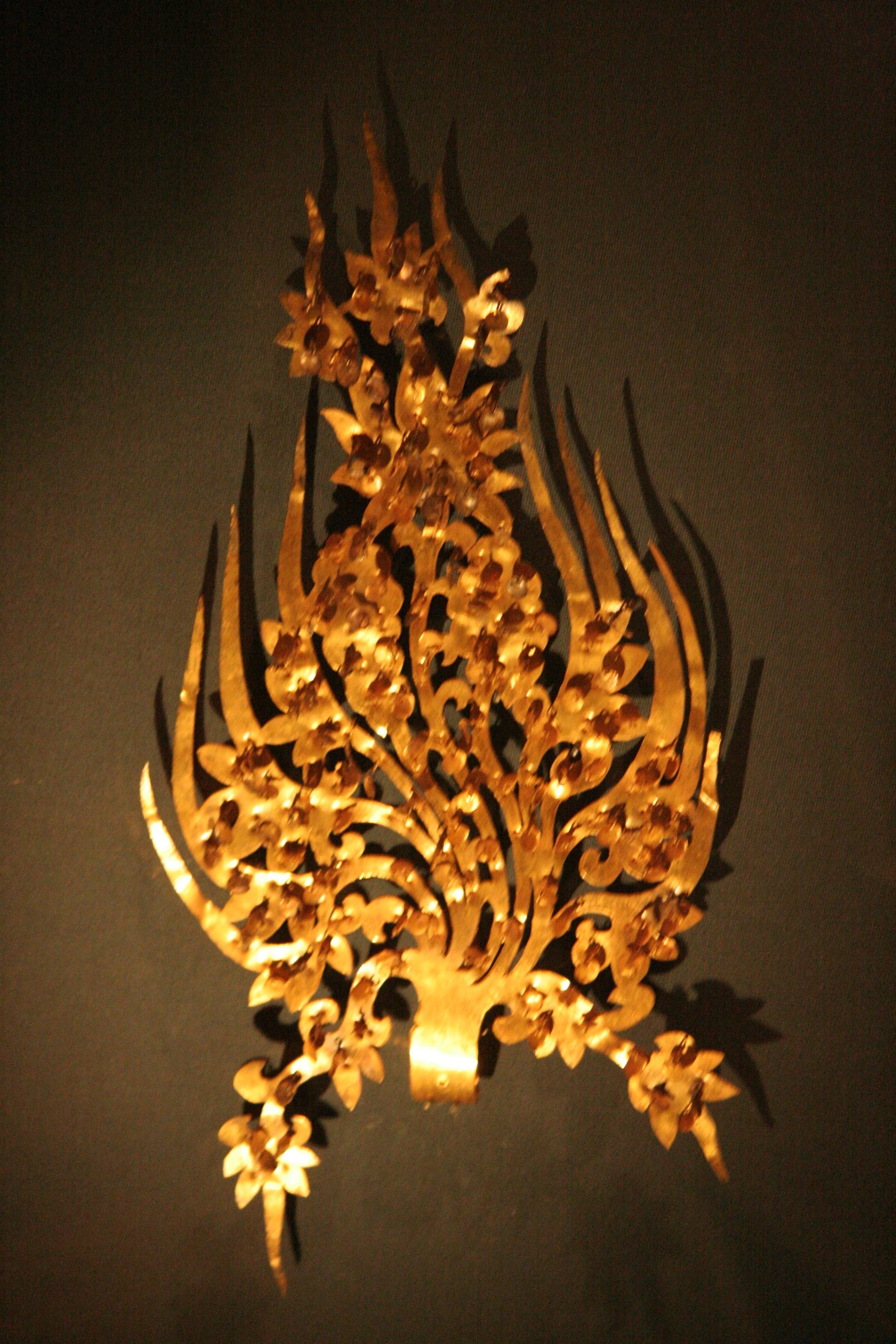
Krone der Baekje-Dynastie, 154. Nationalschatz Südkoreas

1. Krone der Baekje-Dynastie. Zwei paarige 30,7 cm hohe goldene Helmornamente, frühes 6. Jahrhundert (Baekje-Dynastie). Aus dem Grab des Königs Munyeong, Gongju-si, Chungcheongnam-do
2. Krone der Baekje-Dynastie. Gegenstück von Nr. 154 für die Königin, 22,6 cm hoch
3. Des Königs Ohrringe aus Gold und Jade, frühes 6. Jahrhundert (Baekje-Dynastie). Aus dem Grab des Königs Muryeong
4. Goldene Ohrringe der Königin. Aus dem Grab des Königs Munyeong.
5. Zwei goldene Halsketten der Königin, Gongju National Museum, Gongju
6. Goldene Haarnadel des Königs, 18,4 cm lang, frühes 6. Jahrhundert (Baekje-Dynastie). Aus dem Grab des Königs Muryeong
7. Ein Paar silberner Armbänder der Königin, Gongju National Museum, Gongju
8. Bronzespiegel mit Verzierungen unsterblicher Tiere, Gongju National Museum, Gongju
9. Seoksu, aus Hornblende hergestellte Skulptur, ein Wächter mit Eisengeweih, aus dem Eingang zum Grab des Königs Muryeong.
10. Zwei Grafinschrifttafeln aus Granit vom Grab des Königs Muryeong, je eine für König und Königin. 41,5 cm × 35,2 cm × 5 cm und 4,7 cm.
11. Kopfstütze, Gongju National Museum, Gongju
12. Des Königs Fußstütze, Gongju National Museum, Gongju
13. Weißer Porzellankrug mit Pflaumen- und Bambusverzierungen aus Eisen unter der Glasur, Koreanisches Nationalmuseum, Seoul
14. Seladonweinkrug in der Form einer menschlichen Gestalt, Koreanisches Nationalmuseum, Seoul
15. Weiße Porzellanflasche mit Pflaumen- und Chrysanthemenverzierungen aus Eisen unter der Glasur, Koreanisches Nationalmuseum, Seoul
16. Porzellanflasche mit Bambusmotiv aus der Goryeo-Zeit, Hoam Art Museum, Yongin
17. Blauweißer Porzellankrug mit Pflaumen-, Vogel- und Bambusverzierungen, Koreanisches Nationalmuseum, Seoul
18. Schale mit Bronzefüßen, Hoam Art Museum, Yongin
19. Ausgrabungen aus dem Familiengrab von Jinyang Jeong, Hoam Art Museum, Yongin
20. Sitzender Seladon-Arhat mit Tupfen aus Eisen unter der Glasur, Gangnam-gu, Seoul
21. Ein Paar goldbronzene Kerzenständer aus der Silla-Zeit, Hoam Art Museum, Yongin
22. Weiße Porzellanschale mit Einlagen von Lotusverzierungen, Koreanisches Nationalmuseum, Seoul
23. Blauweißer Porzellankrug mit Pinien- und Bambusverzierungen und Inschriften von Hongchi, Dongguk University, Seoul
24. Schale aus Buncheong-Töpferware für die Plazenta, mit Reliefverzierungen, Universität Korea, Seoul
25. Flache Flasche mit eingeritzten Fischverzierungen aus Buncheong-Töpferware, Seodaemun-gu, Seoul
26. Flache Flasche mit eingeritzten Lotus- und Fischverzierungen aus Buncheong-Töpferware, Horim Museum, Seoul

### 31. Dezember 1974
1. Sehando (Die große Kälte) 1844, Gemälde von Kim Jeong-hui, Jongno-gu, Seoul[4]

### 13. November 1975
1. Urkunde über bestandenes Staatsexamen für Jang Ryangsu, Landkreis Uljin

### 23. April 1976
1. Stehende goldbronzene Buddhastatue, Daegu National Museum, Daegu
2. Stehende goldbronzene Bodhisattva-Statue, Daegu National Museum, Daegu
3. Stehende goldbronzene Bodhisattva-Statue, Daegu National University, Daegu
4. Saddharmapundarika Sutra, Koreanisches Nationalmuseum, Seoul

### 14. Dezember 1976
1. Stehende goldbronzene Bodhisattva-Statue aus Yangpyeong, Koreanisches Nationalmuseum, Seoul

### 27. August 1977
1. Fünfstöckige Pagode aus Ziegelimitat in Bonggam, Landkreis Yeongyang

### 7. Dezember 1978

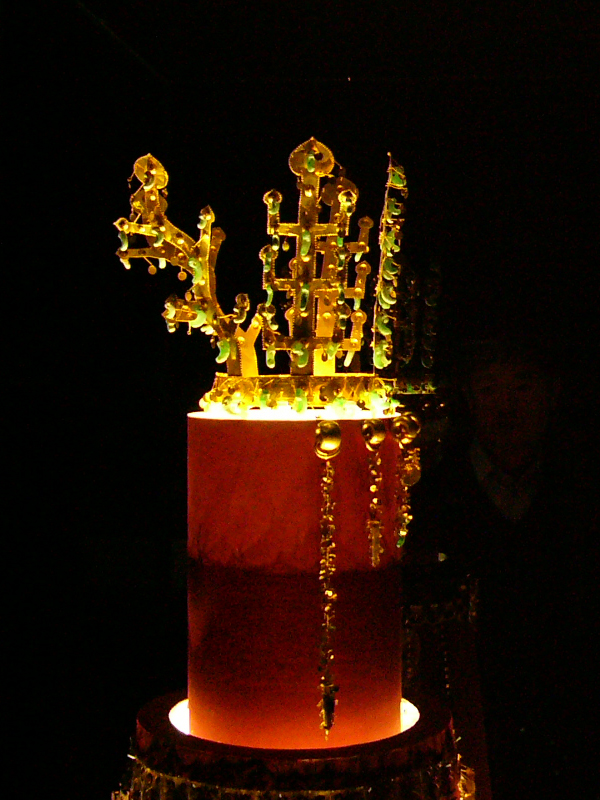
Nr. 191 Silla-Krone aus Gold und Jade mit Anhänger

1. Silla-Krone aus Gold und Jade mit Anhänger, Frühe Silla-Zeit. Grab des Himmlischen Pferdes (Cheonmachong), Daerungwon, Hwangnam-dong, Gyeongju, Gyeongsangbuk-do
2. 19 cm hohe Krone aus der frühen Silla-Zeit aus dem Grab des Himmlischen Pferdes
3. Goldener Gürtel mit Anhängen aus dem Grab des Himmlischen Pferdes, Gyeongju Nationalmuseum, Gyeongju
4. Silla-Krone aus Gold und Jade mit Anhänger, Frühe Silla-Zeit. Ausgegraben im Hwangnam Daechong-Grab, Daerungwon. Im Koreanischen Nationalmuseum seit 2005, in Besitz des Gyeongju Nationalmuseum
5. 120 cm langer Gürtel mit Anhängen aus Gold und Jade, Frühe Silla-Zeit. Found in the North Mound of Hwangnamtaechong Tomb, Gyeongju City, Gyeongsangbuk-do
6. Blaugrüne gläserne Wasserkanne, 25 cm hoch (rekonstruiert), Frühe Silla-Zeit. Gefunden im südlichen Teil des Hwangnamdaechong-Grabes, Gyeongju, Gyeongsangbuk-do
7. Goldenes Halsband aus der frühen Silla-Zeit. Gefunden im südlichen Teil des Hwangnamdaechong-Grabes, Gyeongju, Gyeongsangbuk-do.
8. Tasse mit kleinen Figuren aus dem Grab des Königs Michu, Silla-Zeit, Gyeongju Nationalmuseum, Gyeongju

### 8. Februar 1979
1. Sutra auf weißem Papier aus der Silla-Zeit, Hoam Art Museum, Yongin

### 22. Mai 1979
1. Stupa des buddhistischen Priesters Bogak of Cheongnyongsa Tempel
2. Stele des Königs Jinheung aus der Silla-Zeit, Landkreis Danyang
3. Buddhistische Figuren in der Sinseonsa-Tempelgrotte am Danseoksan-Berg, Gyeongju

### 30. April 1979
1. Stehende goldbronzene Bodhisattva-Statue, Municipal Museum of Busan, Busan

### 16. September 1980
1. In Fels geschlagene sitzende buddhistische Statue in Bukji-ri, Landkreis Bonghwa

### 18. März 1981
1. Avatamsaka sutra, Jung-gu, Seoul
2. Avatamsaka Sutra, Jung-gu, Seoul
3. Avatamsaka Sutra, Jung-gu, Seoul
4. Goguryeo-Monument in Jungwon, Chungju

### 23. Mai 1982
1. Goryeo-buddhistischer Schreibblock des Haeinsa-Tempels, Landkreis Hapcheon (28 Untereinträge)

### 16. November 1982
1. Sattelseitenteil mit Malereien des Himmlischen Pferdes, aus dem Grab des Himmlischen Pferdes, Koreanisches Nationalmuseum, Seoul

### 7. Dezember 1982
1. Sechseckiges goldbronzenes Kästchen, Jikjisa-Tempel, Gimcheon
2. Fünfstöckige Steinpagode mit 'Bohyeop'-Inschriften, Dongguk University, Seoul

### 30. Mai 1984
1. Sutra der Goryeo-Zeit in silberner Tinte (Band 30), Yongin
2. Saddharmapundarika Sutra, Tinte auf weißem Papier, Seongbo Culture Foundation, Seoul
3. Suramagma Sutra, Dongguk University, Seoul

### 6. August 1984

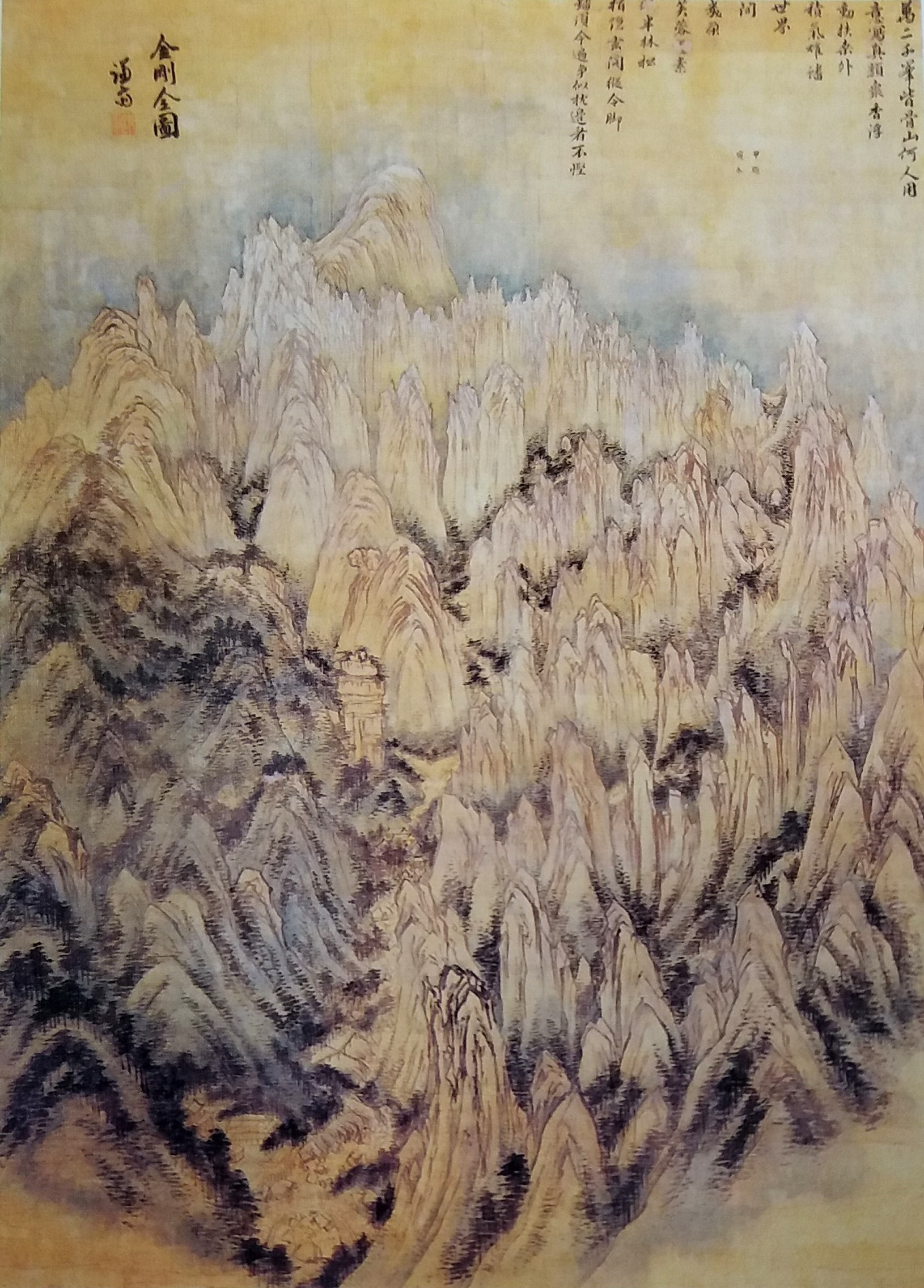
Geumgangjeondo, 217. Nationalschatz Südkoreas

1. Miniaturpagode aus vergoldetem Silber, Hoam Art Museum, Yongin
2. Bronzener Weihrauchbrenner aus dem Heungwangsa-Tempel, Kaesong, Hoam Art Museum, Yongin
3. Sutra der Goryeo-Zeit in silberner Tinte (Band 31), Yongin
4. Inwangjesaekdo, Nach dem Regen am Inwangsan-Berg, Gemälde von Jeong Seon, Hoam Art Museum, Yongin
5. Geumgangjeondo, Gemälde vom Kumgangsan von Jeong Seon, Hoam Art Museum, Yongin
6. Gemälde des Amitabha flankiert von zwei Bodhisattvas, Hoam Art Museum, Yongin
7. Porzellankrug aus der frühen Joseon-Dynastie, Hoam Art Museum, Yongin
8. Porzellanschale, Hoam Art Museum, Yongin

### 15. November 1984
1. Sitzende hölzerne Manjushri-Statue, Sang-wonsa-Tempel, Landkreis Pyeongchang

### 7. Dezember 1984
1. Blauweißer Porzellankrug mit Pflaumen- und Bambusverzierungen, Horim Museum, Seoul

### 8. Januar 1985

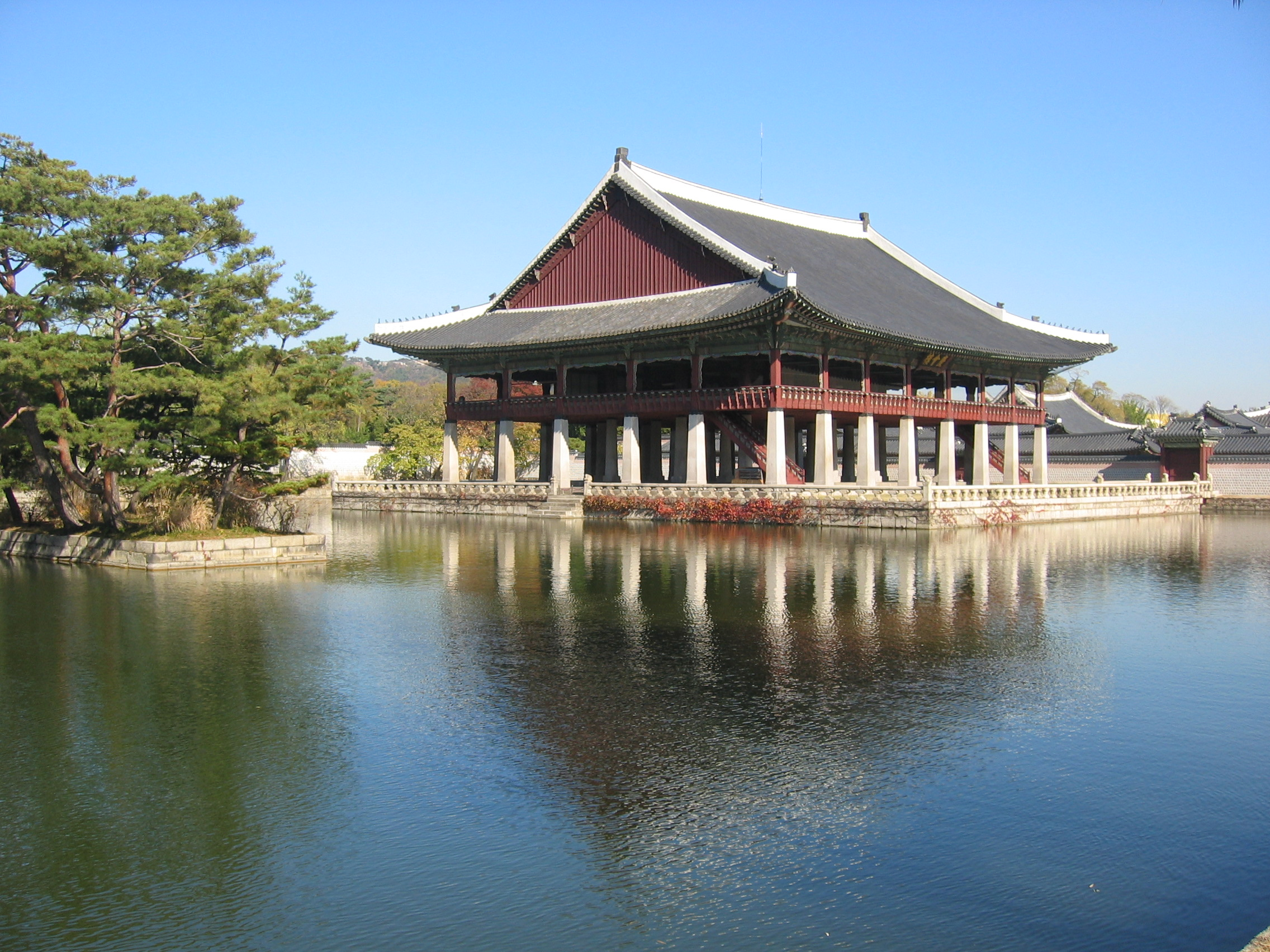
Nr. 224, Gyeonghoeru-Pavilion im Gyeongbokgung-Palast

1. Geunjeongjeon Halle in Gyeongbokgung Palace, Seoul
2. Gyeonghoeru-Pavilion im Gyeongbokgung-Palast, Seoul
3. Injeongjeon-Halle im Changdeokgung-Palast, Seoul
4. Myeongjeongjeon-Halle im Changgyeonggung-Palast, Seoul
5. Jeongjeon, die Haupthalle des Schreins des Königshauses Jongmyo, Seoul

### 3. März 1985
1. Cheonsang Yeolcha Bunyajido, Steinerne Sternenkarte. Korean Royal Museum, Seoul
2. Borugak Jagyeongnu, Wasseruhr des Borugak-Pavilion, Korean Royal Museum, Seoul
3. Honcheonsigye, Astronomische Uhr, Universität Korea, Seoul

### 14. März 1986
1. 13 Schafte für Bronzewaffen und Zubehör, Universität Soongsil, Seoul

### 15. Oktober 1986
1. Urkunde mit Auszeichnung für Yi Hwa für seine hervorragenden Dienste in der Stärkung der Joseon-Dynastie, Jeongeup
2. Krug aus Agalmatolit mit Inschriften aus dem zweiten Jahr der Yeongtae-Zeit, Busan Municipal Museum, Busan

### 29. November 1986
1. Saddharmapundarika Sutra in Silber auf Indigopapier, Hoam Art Museum, Yongin
2. Avatamsaka Sutra in Gold auf Indigopapier, Hoam Art Museum, Yongin

### 9. März 1987
1. Westliche fünfstöckige Pagode einer Tempelanlage in Janghang-ri, Wolseong, Gyeongju

### 16. Juli 1987
1. Gosan gugoksi hwabyeong, Wandschirm mit Kalligraphie und Malereien, Goyang
2. Skizzenbuch des Prinzen Yi Yong, Mitte 15. Jahrhundert, Goyang

### 26. Dezember 1987
1. Porträt des Song Si-yeol, Koreanisches Nationalmuseum, Seoul
2. Porträt des Yun Duseo, Landkreis Haenam

### 16. Juni 1988
1. Mahaprajnaparamita Sutra, Hoam Art Museum, Yongin

### 14. November 1988
1. Silla-Monument in Bongpyeong, Landkreis Uljin

### 28. Dezember 1988
1. Kommentare zum Yogacaryabhumi Sutra Band 11, Hoam Art Museum, Yongin
2. Yogacaryabhumi Sutra Band 17, Myongji University Museum, Yongin
3. Index von Tripitaka Band 20, Koreanisches Nationalmuseum, Seoul
4. Daebojeokgyeong Sutra, Koreanisches Nationalmuseum, Seoul

### 10. April 1989
1. Stehende goldbronzene Bodhisattva-Statue in Uidang, Gongju

### 1. August 1989 und danach

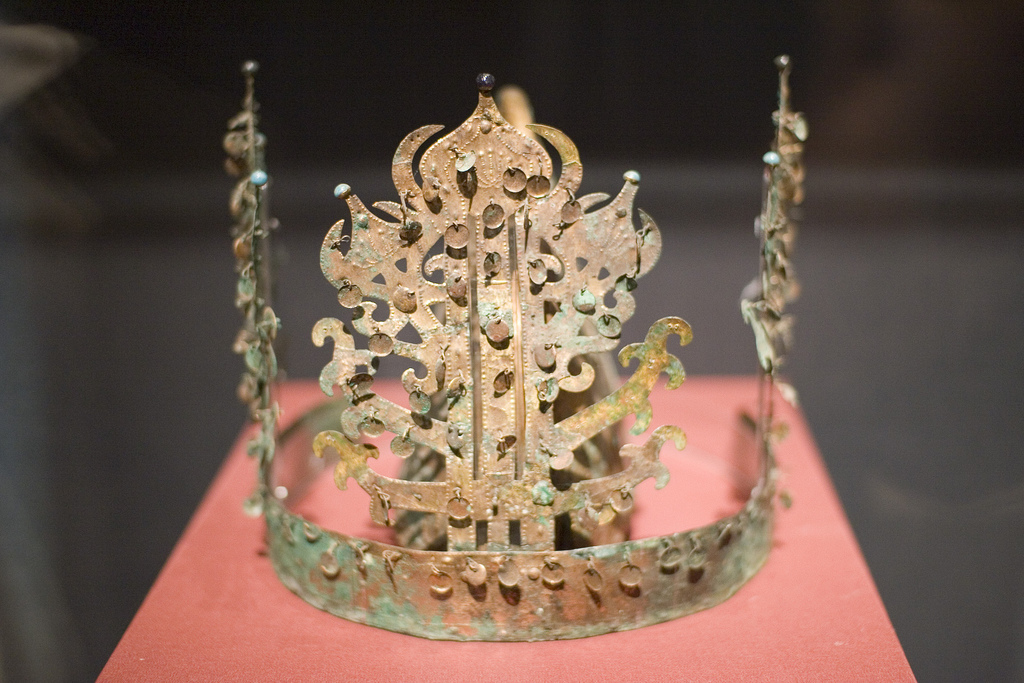
Nr. 295, Krone der Baekje-Dynastie

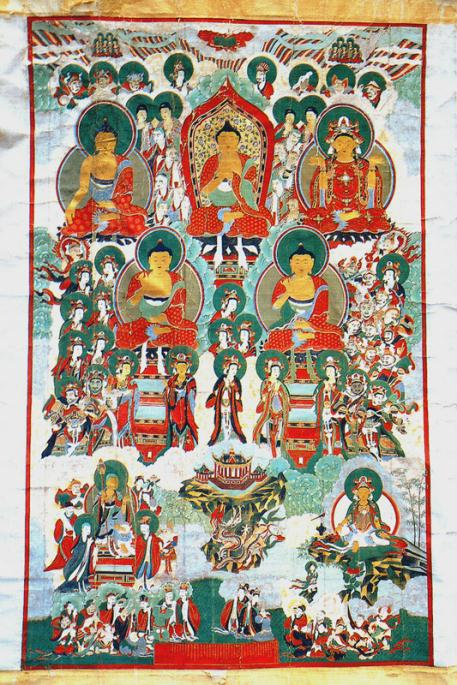
Nr. 296, Fünf buddhistische Gemälde aus dem Chiljangsa-Tempel, Anseong

1. Karte Koreas, gezeichnet während der Joseon-Dynastie, Gwacheon
2. Gemälde einer Sicht aus den Changdeokgung- und Changgyeonggung-Palästen, Seoul
3. Urkunde mit Auszeichnung für Yi Wongil für sein Engagement in der Errichtung der Joseon-Dynastie, Jung-gu, Seoul
4. Daeseung Abidharma Sutra, Jung-gu, Seoul
5. Porzellanflasche mit Lotusmotiv, Yongin
6. Seladon-Schale mit eingelegten Pfingstrosenverzierungen und Lotus- und Arabesk-Relief, Koreanisches Nationalmuseum, Seoul
7. Seladon-Vase mit Lotus und Zweigen, Jung-gu, Seoul
8. Bronzeglocken, vermutlich aus Chungcheongnam-do, Hoam Art Museum, Yongin (4 Untereinträge)
9. Avatamsaka Sutra Teil 1, Gyeonggi Provincial Museum, Yongin
10. Avatamsaka Sutra Teil 29, Guinsa Tempel, Landkreis Danyang
11. Weiße Porzellanflasche mit Bambusmotiven, Yongin
12. Gefäß mit Drachenverzierung aus Buncheong-Töpferware, Koreanisches Nationalmuseum, Seoul
13. Buncheong-jarabyeong-Vase mit Pfingstrosenverzierung aus Eisen unter der Glasur, Koreanisches Nationalmuseum, Seoul
14. Zwei weiße Porzellangefäße, Hoam Art Museum, Yongin
15. Großes weißes Porzellangefäß, Uhak Culture Foundation, Seoul
16. Blauweißes Porzellangefäß mit Landschaft, Blumen und Vögeln, Uhak Culture Foundation, Seoul
17. Stele des Naengsu-ri, Yeongil, Pohang
18. Avatamsaka Sutra Teil 13, Jongno-gu, Seoul
19. Avatamsaka Sutra Teil 2 und 75, Horim Museum, Seoul
20. Abidharma Sutra Teil 12, Horim Museum, Seoul
21. Abidambipasa Sutra 11,17, Horim Museum, Seoul
22. Maha Sutra Teil 6, Horim Museum, Seoul
23. Seladon-Weinkrug in Form eines Affen, Gansong Art Museum, Seoul
24. Kommentare zum Yogacaryabhumi Sutra Band 12, Koreanisches Nationalmuseum, Seoul
25. Yogacaryabhumi Sutra Band 32, Koreanisches Nationalmuseum, Seoul
26. Yogacaryabhumi Sutra Band 15, Koreanisches Nationalmuseum, Seoul
27. (Unbesetzt, war eine Bronze-Kanone die sich als Fälschung herausgestellt hat)
28. Töpferware in der Form eines Reiters zu Pferde, Gyeongju National Museum, Gyeongju
29. Yogacaryabhumi Sutra Band 53, Gacheon Museum, Incheon
30. Avatamsaka Sutra Teil 36, Hansol Culture Foundation, Jeonju
31. Urkunde mit Auszeichnung für Yi Hyeong während der Regentschaft des Königs Taejong aus der Joseon-Dynastie, Landkreis Yeongdong
32. Avatamsaka Sutra Teil 74, Guinsa, Landkreis Danyang
33. Bronzene Glocke des Cheonheungsa-Tempels Seonggeosan-Berg, Koreanisches Nationalmuseum, Seoul
34. Weißes Porzellan-Weingefäß, Horim Museum, Seoul
35. Sitzende hölzerne Amitabha-Buddhastatue mit Reliquien, Heukseoksa-Tempel, Yeongju (4 Untereinträge)
36. Zweite Ausgabe des Tonggam, Gyeongju
37. Mahaprajnaparamita Sutra Teile 162, 170, 463, Gangnam-gu, Seoul
38. Petroglyphen von Bangudae in Daegok-ri, Bezirk Dudong-myeon, Landkreises Ulju-gun, Stadt Ulsan
39. Weiße Porzellanschale, Hoam Art Museum, Yongin
40. Goldbronzenes Räuchergefäß aus der Baekje-Zeit, Neungsan-ri, Buyeo National Museum, Landkreis Buyeo-gun
41. Steinernes buddhistisches Reliquiengefäß des Königs Wideok, Königreich Baekje, Landkreis Buyeo
42. Fünfstöckige Steinpagode in Wanggung-ri, Iksan
43. Daeungjeon-Halle und Treppen des Tongdosa-Tempels, Yangsan
44. Yonggamsugyeong, Universität Korea, Seoul
45. Epistel an die Renovierung des Sangwon-Tempel am Odae-Berg erinnernd, Landkreis Pyeongchang
46. Stehende goldbronzene Avalokitesvara-Bodhisttva-Statue, Koreanisches Nationalmuseum, Seoul
47. Blauweißer Porzellankrug mit Chrysanthemen-Verzierungen unter der Glasur, Seongbuk-gu, Seoul
48. Krone von Baekje, Goldbronzene Krone aus einem Hügelgrab in Sinchon-ri, Naju, Koreanisches Nationalmuseum, Seoul
49. Fünf buddhistische Gemälde im Chiljangsa-Tempel, Anseong
50. Buddhistisches Gemälde im Ansimsa-Tempel, Landkreis Cheongwon
51. Buddhistisches Gemälde im Gapsa-Tempel, Gongju
52. Buddhistisches Gemälde im Sinwonsa-Tempel, Gongju
53. Buddhistisches Gemälde im Janggoksa-Tempel, Landkreis Cheongyang
54. Buddhistisches Gemälde im Hwaeomsa-Tempel, Landkreis Gurye
55. Buddhistisches Gemälde im Cheonggoksa-Tempel, Jinju
56. Tagebuch des Seungjeongwon, Seoul National University, Seoul
57. Yeosujinnamgwan Halle, Yeosu
58. Tongyeongsebyeonggwan, Tongyeong
59. Memorabilia der Drei Königreiche, Teil 3, 4, 5
60. In Fels geschlagene Buddha-Dreiergruppe im Landkreis Taean
61. In Fels geschlagener Maitreya-Buddha im Tempel Daeheungsa im Landkreis Haenam
62. Großes Porzellangefäß, Seoul
63. Großes Porzellangefäß, Seoul
64. Daeungjeon Halle des Tempels Bongjeongsa, Andong
65. In Fels geschnitztes Bild eines sitzenden Buddha am Berg Namsan
66. Wandmalerei eines Amitabna-Buddha in der Geungnakjeon Halle des Tempels Muwisa im Landkreis Gangjin
67. Hwaeomtaeng Malerei in der Hwaeomjeon Halle des Tempels Songgwangsa, Suncheon
68. Stele der Stupa des buddhistischen Priesters Jijeungdaesa des Bongamsa Tempels, Mungyeong
69. Geungnakjeon Halle des Tempels Hwaeomsa, Wanju
70. Porträt von König Taejo (1872), Jeonju Nationalmuseum